# Roman Szymanowski
Roman Szymanowski (28. února 1850 Spasiv – 30. března 1916 Lemberg) byl rakouský šlechtic, státní úředník a politik polské národnosti z Haliče, na konci 19. století poslanec Říšské rady.

## Biografie
Pocházel ze starobylé šlechtické rodiny z východní Haliče. Narodil se v Spasivě na statku svých rodičů. V roce 1871 absolvoval práva na Vídeňské univerzitě. V roce 1873 nastoupil na haličské místodržitelství. V roce 1874 ho jmenovalo ministerstvo obchodu do státní komise. Koncem roku 1874 přešel na okresní hejtmanství ve městě Brody. V roce 1876 byl opětovně přidělen na haličské místodržitelství. V roce 1879 se stal místodržitelským koncipistou a byl přidělen na okresní hejtmanství ve Wieliczce.
Byl i poslancem Říšské rady (celostátního parlamentu Předlitavska), kam usedl ve volbách roku 1885 za kurii velkostatkářskou v Haliči. Rezignace byla oznámena na schůzi 11. října 1887. Ve volebním období 1885–1891 byl uveden jako rytíř Roman Szymanowski, okresní komisař a statkář, bytem Zoločiv.
Na Říšské radě byl v roce 1887 uváděn coby člen Polského klubu.